# Tinizseni
A Tinizseni (eredeti cím: Genius) 1999-ben bemutatott amerikai családi filmvígjáték a Disney Channel eredeti produkciójában, Trevor Morgan és Emmy Rossum főszereplésével. A filmet Rod Daniel rendezte, John Rieck, Jim Lincoln és Dan Studney forgatókönyve alapján .
Az Amerikai Egyesült Államokban 1999. augusztus 21-én mutatták be, Magyarországon 2001. október 25-én vetítették először.

## Szereplők
| Szereplő                     | Színész            | Magyar hang    |
| ---------------------------- | ------------------ | -------------- |
| Charlie Boyle / Chaz Anthony | Trevor Morgan      | ?              |
| Claire Addison               | Emmy Rossum        | Molnár Ilona   |
| Mike MacGregor               | Yannick Bisson     | ?              |
| Wallace dékán                | Peter Keleghan     | Rosta Sándor   |
| Addison edző                 | Philip Granger     | Tarján Péter   |
| Dr. Krickstein               | Charles Fleischer  | Kerekes József |
| Charlie apja                 | Jonathan Whittaker | Juhász Zoltán  |

## Premierek
| Ország                    | Dátum               |
| ------------------------- | ------------------- |
| Amerikai Egyesült Államok | 1999. augusztus 21. |
| Japán                     | 2000. november 19.  |
| Magyarország              | 2001. október 25.   |